# Żółw szylkretowy
Żółw szylkretowy (Eretmochelys imbricata) – krytycznie zagrożony gatunek gada z rodziny żółwi morskich (Cheloniidae). Jedyny gatunek monotypowego rodzaju Eretmochelys. Wyróżniane są dwa podgatunki: występujący w Atlantyku E. i. imbricata i E. i. bissa z tropikalnych terenów Indopacyfiku.
Żółw ten nie wyróżnia się zbytnio spośród swoich krewnych. Tak jak one ma spłaszczone ciało, ochronny karapaks i przystosowane do pływania kończyny. Jednak odróżnia go długi, zakrzywiony ku dołowi dziób oraz wyraźnie zaznaczone krawędzie pomiędzy elementami skorupy. Większość żółwi morskich żyje w otwartych wodach oceanów, podczas gdy żółw szylkretowy przez cały czas przebywa w płytkich lagunach i na rafach koralowych, gdzie żywi się swoim ulubionym pożywieniem – morskimi gąbkami. Część z nich jest wysoce toksyczna i zjedzenie ich przez inne organizmy doprowadziłoby do ich śmierci. Dodatkowo niektóre gąbki zawierają krzemionkę, dzięki czemu wiadomo, że żółw szylkretowy jest również jednym z niewielu stworzeń zdolnych do zjadania zwierząt, których ciała składają się w dużej mierze z ditlenku krzemu. Czasami dietę uzupełnia małymi rybami, mięczakami, jamochłonami i meduzami.
Z powodu ludzkiej ingerencji (polowań i rybołówstwa) populacja żółwia szylkretowego na całym świecie zmniejszyła się w takim stopniu, że Międzynarodowa Unia Ochrony Przyrody (IUCN) uznała go za gatunek krytycznie zagrożony wyginięciem. W kilku państwach, w tym w Chinach i Japonii, mięso żółwia szylkretowego uważane jest za wielki przysmak, a karapaksy (szylkret) wykorzystywane są do celów dekoracyjnych. Międzynarodowa Konwencja ds. Handlu Zagrożonymi Gatunkami (CITES) zakazała polowań na ten gatunek i handlu mięsem oraz skorupami. Decyzję tę poparła większość państw.

## Populacje

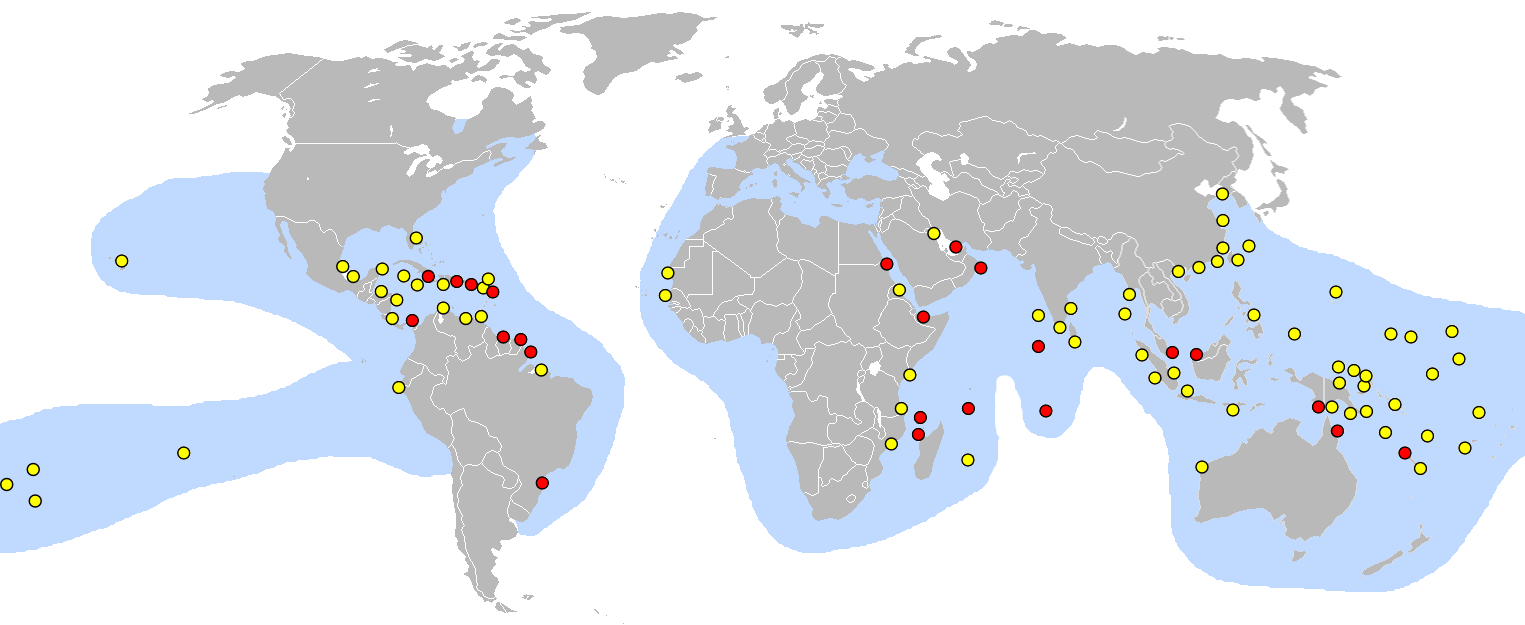
Mapa występowania żółwia szylkretowego. Na czerwono zaznaczone są główne tereny lęgowe, na żółto mniejsze

Żółw szylkretowy ma szeroki zasięg występowania, można go spotkać na tropikalnych rafach wszystkich oceanów. Spośród wszystkich żółwi morskich, właśnie on jest najbardziej kojarzony z tropikami. Istnieją dwie główne populacje, atlantycka i indopacyficzna.

### Populacja atlantycka

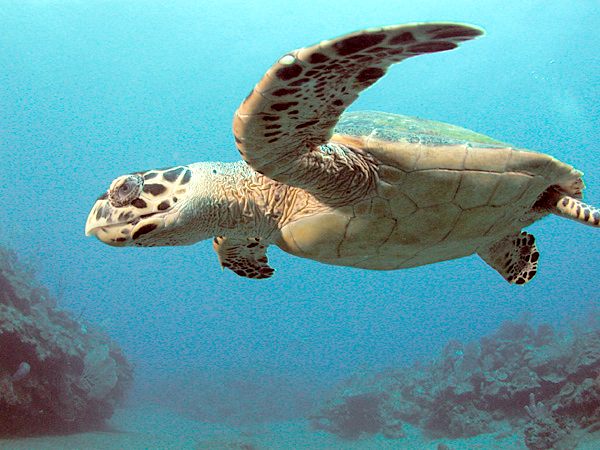
Żółw szylkretowy na rafie wokół wyspy Saba – Antyle Holenderskie

Zasięg atlantyckiego podgatunku jest bardzo rozległy i obejmuje prawie wszystkie wody Atlantyku, od północnych obszarów Zatoki Meksykańskiej po południową Afrykę. Północna granica jego występowania sięga do zatoki Long Island Sound, wzdłuż północnej granicy Stanów Zjednoczonych. Po drugiej stronie Atlantyku żółwie te zaobserwowano od zimnych wód kanału La Manche po wybrzeża Przylądka Dobrej Nadziei w Republice Południowej Afryki.
Na zachodzie Atlantyku żółwie te najczęściej występują od południowych krańców Florydy poprzez Karaiby po wschodnie wybrzeża Brazylii (szczególnie stanu Bahia), choć niektóre osobniki zapuszczają się dalej na północ, aż po Massachusetts i Wirginię. Zaobserwowano je także na plażach Antigui i Barbudy. Można je także spotkać w wodach przybrzeżnych Kostaryki, w pobliżu wsi Tortuguero. Żółwie szylkretowe na zachodzie żywią się zazwyczaj na rafach otaczających Kubę oraz portorykańską wyspę Monę.

### Populacja indopacyficzna
Podgatunek E. i. bissa występuje prawie na całej powierzchni Indopacyfiku. W Oceanie Indyjskim żółw szylkretowy jest spotykany głównie wzdłuż wschodniego wybrzeża Afryki, jak i wokół Madagaskaru oraz okolicznych wysp. Występuje również u południowych wybrzeży Azji (wliczając Zatokę Perską, Morze Czerwone oraz subkontynent indyjski), wokół archipelagu indonezyjskiego oraz u zachodnich wybrzeży Australii. W Oceanie Spokojnym żółw ten ma bardziej ograniczone miejsca występowania, ponieważ preferuje zazwyczaj ciepłe, tropikalne wody. Najbardziej wysuniętymi na północ miejscami, odwiedzanymi przez niego, są wybrzeża Półwyspu Koreańskiego oraz archipelag Wysp Japońskich. Występuje także w całej południowo-wschodniej Azji, na północy i wschodzie Australii i Nowej Zelandii. Po drugiej stronie oceanu zaobserwowano je na północ od meksykańskiego półwyspu Baja, wzdłuż całej Ameryki Środkowej, aż po północne Chile.
Na Filipinach znanych jest kilka miejsc, które żółwie te odwiedzają podczas okresów gniazdowań. Gniazda żółwia szylkretowego odkryto również na wyspie Boracay oraz na małej wysepce Milman, leżącej na północ od australijskiego stanu Queensland na Wielkiej Rafie Koralowej. Pewna grupa wysp na południowym zachodzie archipelagu filipińskiego została nazwana „Żółwimi Wyspami”, ponieważ co roku przybywa tam wiele żółwi, by złożyć jaja (głównie żółwie zielone (Chelonia mydas) i żółwie szylkretowe). Po stronie indyjskiej gady te gnieżdżą się na wyspie Cousine, gdzie gatunek ten objęto ochroną dopiero w 1994 roku. Wokół tej i innych wysp Seszeli, takich jak między innymi Aldabra, młode żółwie przebywają aż do osiągnięcia dorosłości.

## Ewolucja
Żółw szylkretowy posiada wiele unikatowych cech synapomorficznych, anatomicznych i ekologicznych, jest między innymi pierwszym gąbkożernym gatunkiem żółwia morskiego. Z tego powodu jego pozycja ewolucyjna i systematyczna były nieco niejasne. Analiza molekularna wykazuje, że pochodzi on od mięsożernego, a nie roślinożernego przodka. Prawdopodobnie jest najbliżej spokrewniony z żółwiem karetta i razem z nim, a nie z żółwiem zielonym z plemienia Chelonini, jak niegdyś przypuszczano, tworzy plemię Carettini.

## Etymologia i taksonomia

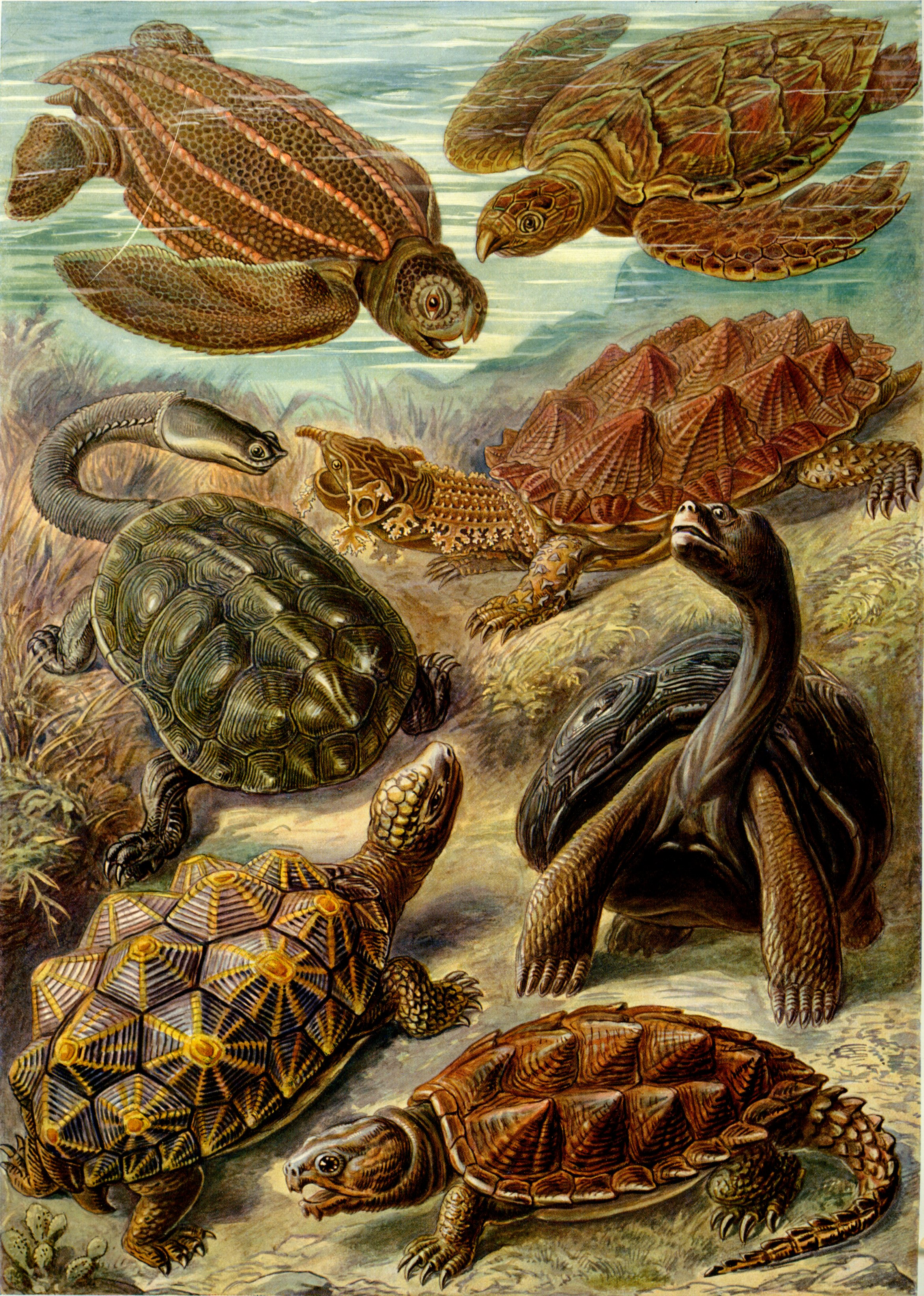
Żółw szylkretowy przedstawiony na rycinie Ernsta Haeckla z 1904 roku (u góry po prawej).

Żółw szylkretowy po raz pierwszy zgodnie z zasadami nazewnictwa binominalnego został opisany przez Karola Linneusza w 1766 roku w 12. wydaniu Systema Naturae jako Testudo imbricata. W 1843 austriacki zoolog Leopold Fitzinger utworzył dla niego nowy rodzaj Eretmochelys. W 1857 roku gatunek ten został opisany ponownie pod nazwą Eretmochelys imbricata squamata, która jest obecnie nieważna.
Pierwszym z dwóch podgatunków jest E. i. bissa, utworzony przez Eduarda Rüppella w 1835 roku, obejmuje osobniki żyjące w Oceanie Spokojnym i Indyjskim. Atlantycka populacja została uznana za drugi podgatunek E. i. imbricata (Linnaeus, 1766). Nazwa podgatunku „imbricata” została skopiowana z nazwy gatunkowej, ponieważ Linneusz opisał właśnie populację atlantycką.
Fitzinger utworzył nazwę rodzajową z połączenia dwóch greckich słów, eretmo oznaczającego „wiosło” i chelys czyli „żółwia”. Odnosi się ona do długich przednich kończyn w kształcie płetw. Zaś epitet gatunkowy „imbricata” pochodzący z łaciny nawiązuje do nakładających się na siebie płyt karapaksu. Podgatunek indopacyficzny został z początku nazwany Caretta bissa, jako drugi gatunek tego rodzaju. Jednak karetta jest większy od żółwia szylkretowego.

## Budowa ciała
Dorosłe osobniki dorastają do około 1,3 metra długości i ważą średnio 80 kg. Najcięższy kiedykolwiek schwytany osobnik ważył prawie 127 kilogramów. Żółw szylkretowy ma dłuższy, ostrzej zakończony oraz bardziej zakrzywiony dziób niż inne żółwie. Na każdej z kończyn ma dwa pazury, mniejszy i większy, choć oba są słabo widoczne.

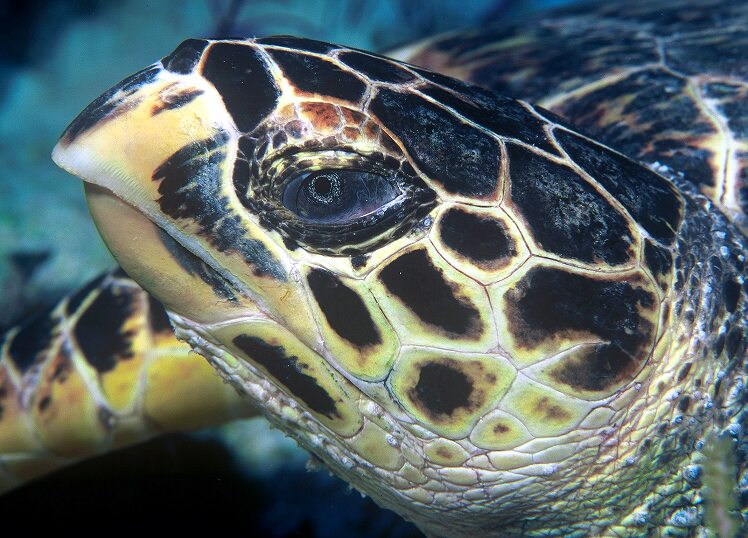
Głowa i dziób żółwia szylkretowego

Jego karapaks składa się z pięciu centralnie umieszczonych tarczek kostnych, czterech par płyt bocznych oraz 11 par płyt krawędziowych (podobnie jak u niektórych żółwi morskich). Jednak u żółwia szylkretowego każda z płyt zachodzi na kolejną z tyłu, tworząc zwarty pancerz, doskonale chroniący przez drapieżnikami. Dodatkowo ich krawędzie są piłkowane, co powoduje czasem okaleczenie napastnika. Cała skorupa może mierzyć nawet metr.
Karapaks żółwia, przy oświetleniu go niebieskim światłem mieni się przeróżnymi kolorami, od jasnozielonego do odcieni brązu z ciemnymi, często czarnymi plamami. Zjawisko nosi nazwę biofluorescencja. Do końca jeszcze nie zbadano w jaki sposób to działa u żółwi, przypuszcza się, że zjawisko jest wywoływane przez substancje zawarte w pożywieniu żółwi, gdyż zjadają one biofluorescencyjne organizmy np. Physogyra lichtensteini.

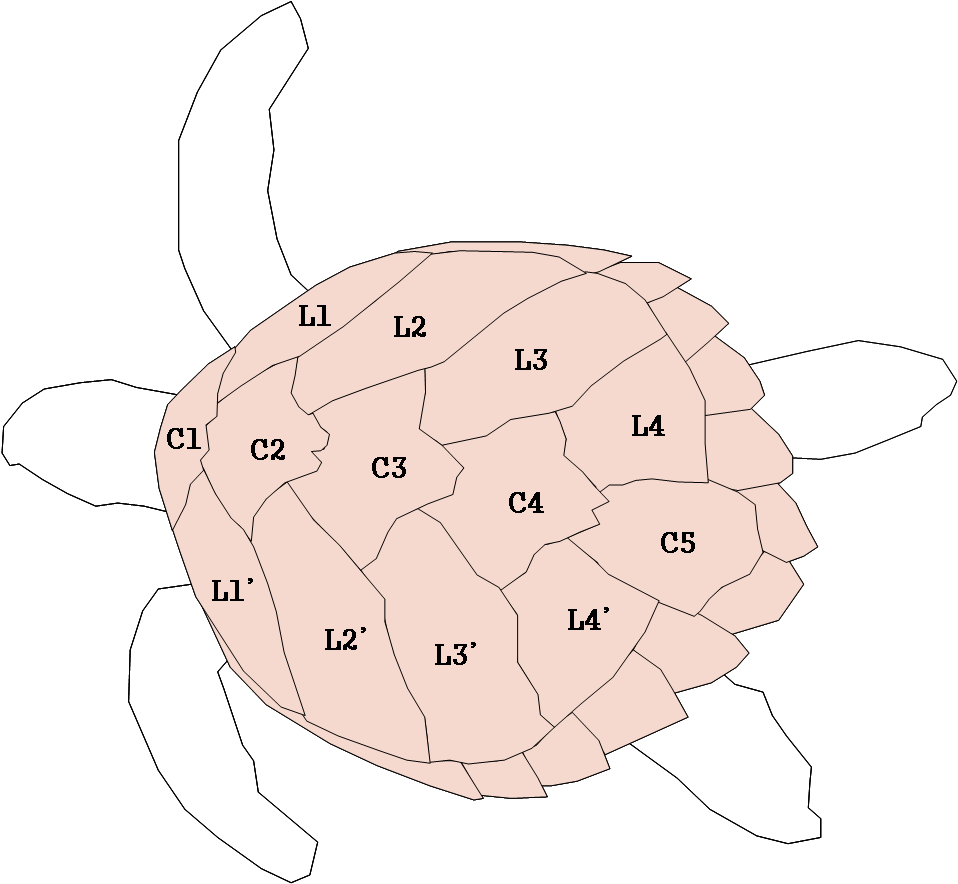
Budowa karapaksu żółwia szylkretowego

Ślady pozostawione na piasku przez pełzające żółwie szylkretowe są najczęściej asymetryczne, ponieważ gady te poruszają się zmiennym chodem. Takie zachowanie jest niespotykane u innych żółwi, na przykład żółwia zielonego, czy żółwia skórzastego, które poruszają się raczej symetrycznie i równo.
Z powodu odżywiania się jadowitymi parzydełkowcami mięso żółwia szylkretowego może być w pewnym stopniu toksyczne.
Jego budowa nie pozwala mu w razie niebezpieczeństwa schować się do wnętrza pancerza. Posiada płetwy, które dorosłemu osobnikowi pozwalają na osiągnięcie prędkości do 30km/h. Dodatkowo żółwie te posiadają bardzo dobry wzrok: posiada różne receptory barw. Dostrzega promieniowanie podczerwone i ultrafioletowe.

## Ekologia i zachowanie

### Środowisko
Dorosłe żółwie szylkretowe preferują zazwyczaj tropikalne wody raf koralowych. Często spotyka się je odpoczywające w jaskiniach lub dryfujące razem z prądem wokół raf. Jednak żółwie te nie pozostają w jednym miejscu, lecz odbywają długie wędrówki zwane migracjami. Czasami przebywają na otwartych wodach oceanów, na podwodnych lagunach, a nawet przy ujściach rzek pośród namorzynów. Młode żółwie, tuż po dotarciu do wody, kierują się na głębokie wody, gdzie większość z nich przebywa przez długi czas.

### Pożywienie

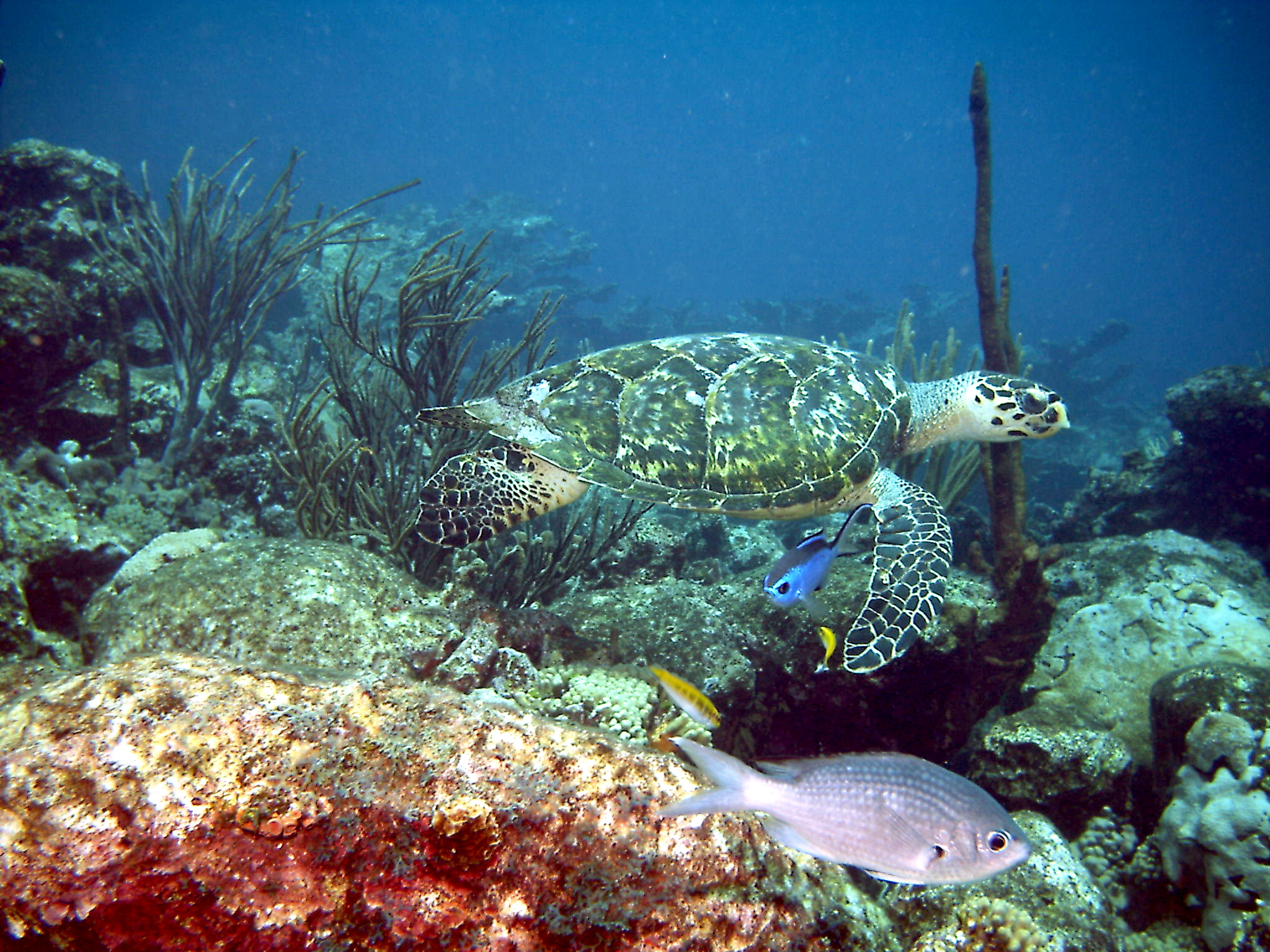
Żółw szylkretowy na rafie koralowej nieopodal wyspy Tortuga

Żółwie szylkretowe są wszystkożerne, choć około 70–95% ich pokarmu stanowią gąbki. Jednak są one dość wybredne i żywią się jedynie kilkoma gatunkami. Żółw ten chętnie zjada gąbki z gromady Demospongiae, szczególnie te z rzędów Astrophorida, Spirophorida i Hadromerida. Najczęściej wybieranym gatunkiem jest Geodia gibberosa. Oprócz gąbek żywi się także algami i parzydełkowcami takimi jak meduzy i ukwiały. Jedną z jego ofiar jest jadowity stułbiopław, żeglarz portugalski (Physalia physalis). Podczas zjadania parzydełkowców żółwie szylkretowe zamykają oczy, jedyne nieodporne na jad tkanki głowy żółwia. Jad nie przenika przez jego pancerz.
Żółwie szylkretowe są bardzo odporne. Często zjadają bardzo toksyczne dla innych organizmów gatunki gąbek, takie jak Aaptos aaptos, Chondrilla nucula, Tethya actinia, Spheciospongia vesparum i Suberites domuncula. Czasem również odżywiają się gąbkami zawierającymi znaczne ilości krzemionki (rodzaje Ancorina, Geodia, Ecionemia i Placospongia).

### Rozmnażanie

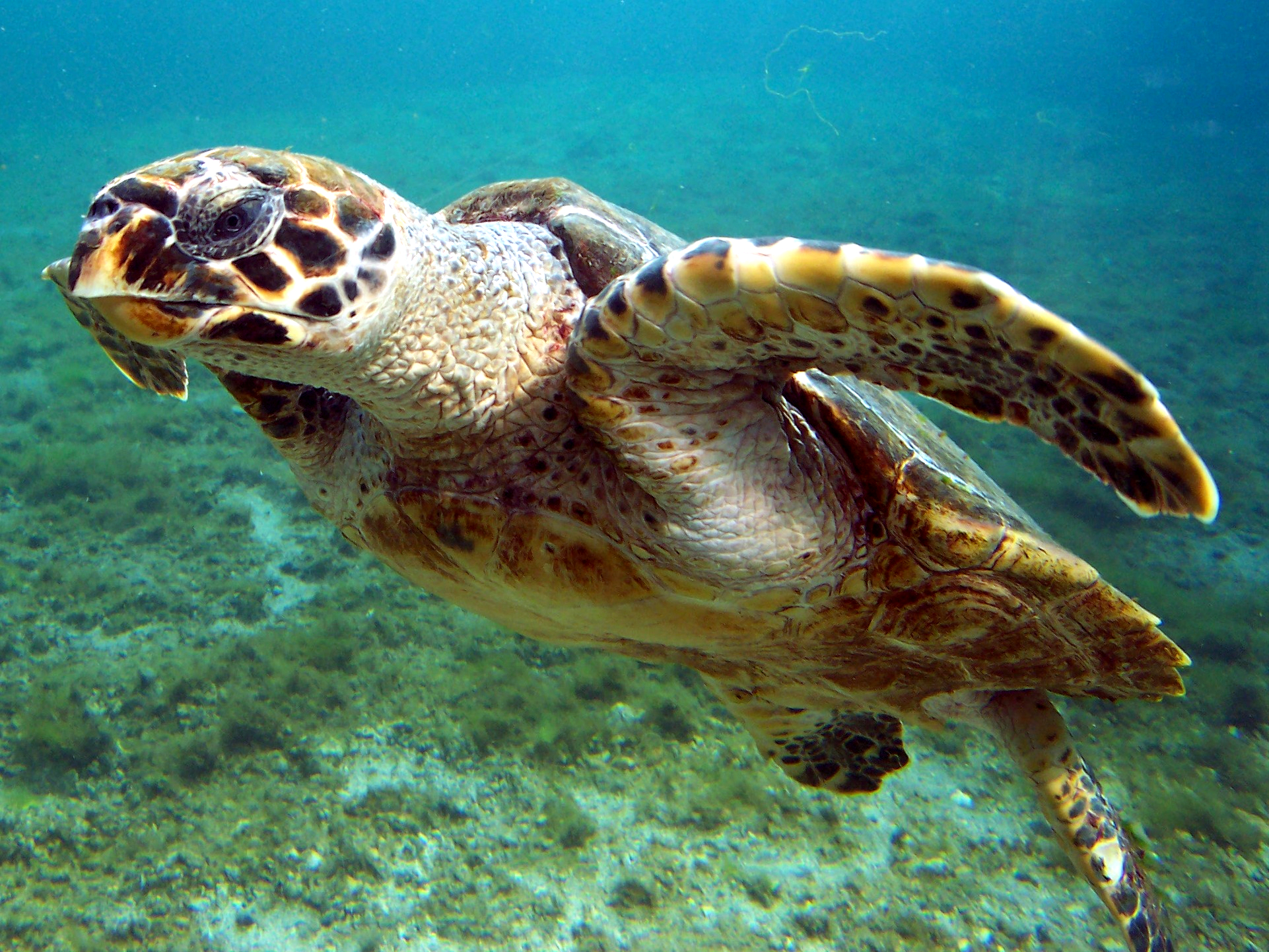
Młodociany osobnik

Niewiele wiadomo o zachowaniu i rozmnażaniu żółwia szylkretowego. Sezon godowy atlantyckiej populacji trwa od kwietnia do listopada. Żółwie żyjące w Oceanie Indyjskim, w tym na Seszelach, rozmnażają się pomiędzy wrześniem a lutym. Tak jak inne żółwie, również one kopulują na płytkich lagunach z dala od brzegu lub bezpośrednio wokół plaż, na których złożą jaja. Po udanej kopulacji samice wychodzą nocą na plaże. Tam wybierają odpowiednie miejsce i zaczynają kopać dużą, głęboką dziurę – przyszłe gniazdo – używając do tego jedynie przednich kończyn. Po zbudowaniu gniazda samica obraca się i zaczyna składać jaja, by potem przykryć je piaskiem. Ich liczba zazwyczaj nie przekracza 100 sztuk, choć na Florydzie i Karaibach samice składają do 140 jaj. Po kilku godzinach samica wraca do morza. Gniazdowanie jest jedynym momentem, w którym żółwie wychodzą z wody.
Małe żółwie wykluwają się po około 60 dniach, ważąc nie więcej niż 24 gramy. Są zazwyczaj ciemnego koloru, z sercowatym pancerzem mierzącym do 2,5 cm długości. Od razu po wydostaniu się z gniazda, instynktownie kierują się ku morzu, głównie dzięki odbiciu Księżyca na wodzie (mechanizm ten może zakłócić wiele antropogenicznych źródeł światła, takich jak latarnie czy światła samochodów). Większość młodych żółwi, szczególnie tych, które zabłądziły, jest zjadana przez przeróżne drapieżniki (mewy, kraby, a nawet dzikie psy).

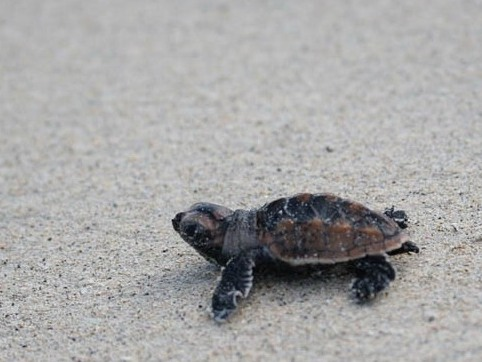
Młody żółw szylkretowy

Nie wiadomo, co dzieje się z małymi żółwiami po wejściu do wody. Przypuszcza się, że kierują się w stronę głębokich wód strefy pelagialnej (tak jak inne gatunki żółwi morskich). Gdy młode osiągną około 35 cm długości, przenoszą się z pelagialu na rafy koralowe i płytkie wody przybrzeżne, gdzie przebywają (poza migracjami) do końca życia. W podróży pomaga mu tak zwany zmysł magnetyczny, rejestrujący linie sił pola magnetycznego. Tempo wzrostu żółwia szylkretowego również nie zostało poznane, choć obecnie przyjęto, że osiągają dojrzałość po około trzydziestu latach.
Na wolności żółwie żyją około pięćdziesiąt lat, choć naukowcy wciąż spierają się w tej kwestii. Tak jak inne żółwie, również one są samotnikami i przebywają w grupach jedynie w sezonie godowym. Niegdyś sądzono, że przebywają tylko na jednym obszarze, jednak udowodniono, że odbywają długie migracje w poszukiwaniu pożywienia. Dzięki twardej skorupie żółwie szylkretowe nie mają wielu naturalnych wrogów. Rekiny i krokodyle rzadko atakują dorosłe osobniki. Niektóre gatunki ryb pelagialnych i duże ośmiornice są podejrzewane o ataki na te żółwie.

## Relacje z ludźmi

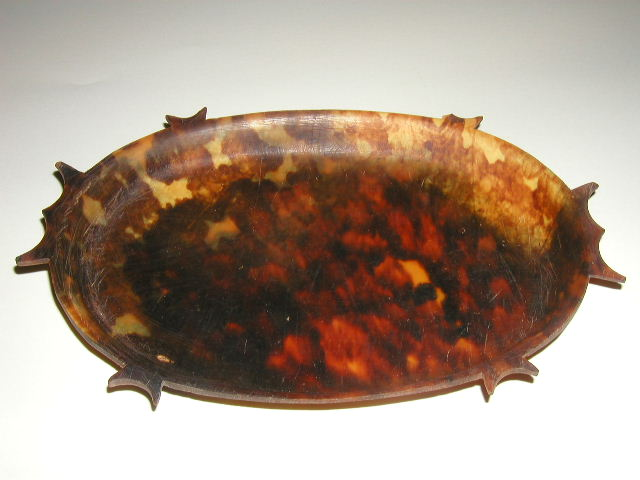
Japońska ozdoba ze skorupy żółwia szylkretowego

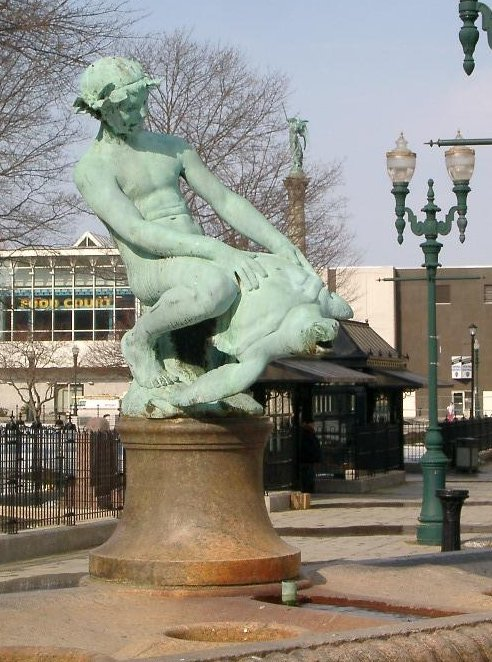
Rzeźba „Turtle Boy”

Żółwie szylkretowe są wciąż poławiane przez ludzi, mimo iż jest to nielegalne na terenach większości państw. W wielu miejscach na Ziemi są uznawane za przysmak. Już w V wieku p.n.e. żółwie te były zabijane i zjadane, między innymi przez Chińczyków i innych mieszkańców południowo-wschodniej Azji.
W kręgach wielu kultur żółwie skorupy są używane do ozdoby. W Chinach nie tylko raczono się mięsem, ale również wykorzystywano karapaksy do celów dekoracyjnych. W Japonii poławia się je w miejscu zwanym bekko w mieście Nihongo, głównie dla kostnych płyt pokrywających karapaks. Używa się ich do produkcji różnych przedmiotów, w tym oprawek soczewek. W 1994 roku w Japonii zatrzymano wiele skorup importowanych z innych krajów. Do tego czasu przez japoński rynek przewijało się ponad 30 ton żółwich karapaksów rocznie. Na Zachodzie pancerz żółwia szylkretowego był wykorzystywany przez starożytnych Greków i Rzymian, głównie do wyrabiania biżuterii, takiej jak pierścionki, naszyjniki oraz narzędzi (grzebienie i szczotki). Obecnie największym ośrodkiem nielegalnego handlu żółwiami szylkretowymi są Karaiby. W 2006 roku odkryto, że istnieje ogromny rynek handlu wyrobami z tych żółwi, głównie na terenach Dominikany i Kolumbii.

### Żółw szylkretowy w kulturze i sztuce
Jedyną rzeźbą przedstawiającą żółwia szylkretowego jest rzeźba chłopca jeżdżącego na żółwiu, znana powszechnie jako „Turtle Boy”. Stoi ona na rynku głównym w Worcester w stanie Massachusetts w USA. Przedstawiony jest także na rewersie monety o wartości 20 boliwarów wenezuelskich i rewersie banknotu o wartości 2 realów brazylijskich.

## Ochrona
Obecnie wszystkie żółwie morskie (w tym żółwia szylkretowego) uważa się przynajmniej za narażone, zagrożone lub krytycznie zagrożone wyginięciem. Powodem jest ich mała liczba w porównaniu do powolnego wzrostu, późnego osiągania dojrzałości płciowej oraz długo trwającego wylęgu młodych, co znacznie przedłuża czas na odnowienie się ich populacji. Wiele dorosłych żółwi szylkretowych ginie zabijanych przez ludzi, działających umyślnie lub nieumyślnie. W dodatku ich tereny lęgowe są często niszczone lub zanieczyszczane. Także gryzonie i inne ssaki rozkopują gniazda i zjadają jaja. Na Wyspach Dziewiczych gniazda żółwi szylkretowych (tak jak zielonych i skórzastych) są przekopywane i niszczone przez mangusty poszukujące pożywienia na plażach.

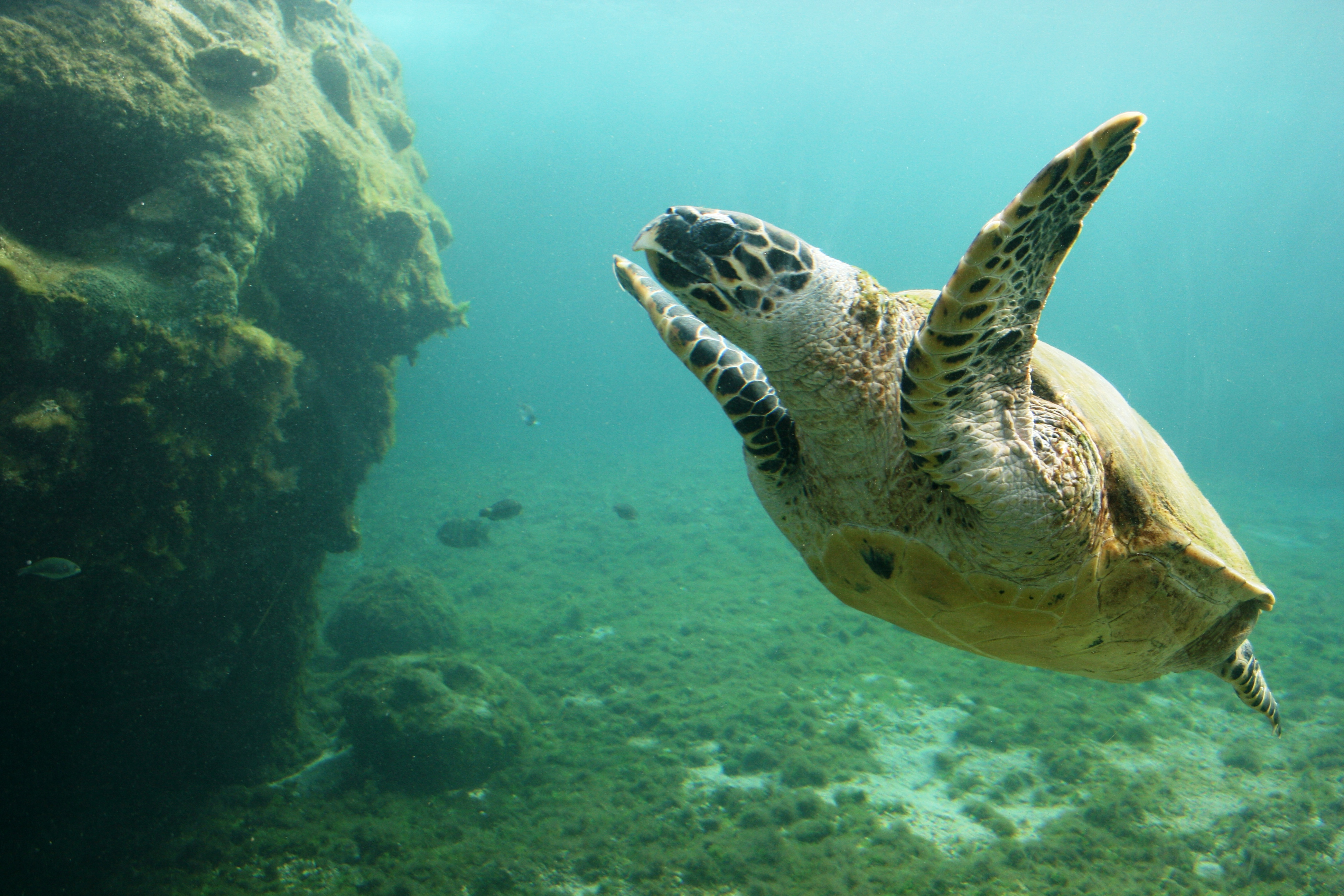
Żółw szylkretowy w wodach przybrzeżnych Reunion

W 1996 roku gatunek ten został umieszczony przez Międzynarodową Unię Ochrony Przyrody (IUCN) na Czerwonej liście gatunków zagrożonych jako krytycznie zagrożony wyginięciem. Powstały jednak dwie petycje, według których żółw ten, jak i trzy inne gatunki, powinien zostać uznany jedynie za zagrożony, ponieważ posiada on kilka stałych populacji. Petycje te zostały odrzucone przez IUCN, która swoją decyzję oparła na analizach Specjalistycznej Grupy ds. Żółwi Morskich (MTSG). Dane te ukazują, że ogólnoświatowa populacja zmniejszyła się o 80% od 1940 roku i od roku 1996 nie wzrosła w znacznym stopniu. W świetle tych badań IUCN określiła stan gatunku jako krytycznie zagrożony stopnia pierwszego (CR A1). W celu zaliczenia do drugiego stopnia potrzeba informacji potwierdzających dalszy spadek wielkości populacji w następnych latach.
Po raz pierwszy gatunek Eretmochelys imbricata został uznany przez IUCN za zagrożony wyginięciem w 1982 roku. Decyzja ta była popierana przez kolejne uaktualnienia w 1986, 1988, 1990 i 1994 roku. W 1996 status ten został podniesiony do krytycznie zagrożonego.
Gatunek ten (wraz z całą rodziną żółwi morskich) został wpisany do I Aneksu Konwencji o Międzynarodowym Handlu Gatunków Zagrożonych Wyginięciem (CITES). 
Dzięki temu ich połowy, niewolenie, zabijanie lub dręczenie są nielegalne w świetle międzynarodowego prawa.
W Unii Europejskiej gatunek ten jest wpisany do załącznika IV dyrektywy siedliskowej, co oznacza, że wszystkie państwa Unii są zobowiązane do zapewnienia jego ścisłej ochrony.
Rząd Stanów Zjednoczonych podejmuje liczne działania mające na celu ochronę żółwia szylkretowego na terenie USA. W 1970 roku United States Fish and Wildlife Service uznało gatunek ten za zagrożony wyginięciem.
W latach 90. XX w. uruchomiono dwa duże programy przywrócenia liczebności żółwia szylkretowego, koordynowane przez United States Fish and Wildlife Service i Narodową Administrację Oceanu i Atmosfery USA (NOAA). Pierwszy z nich: Recovery Plan for the Hawksbill Turtle in the U.S. Caribbean, Atlantic and Gulf of Mexico (pol.: Plan odtworzenia populacji żółwia szylkretowego w amerykańskiej części Karaibów, Atlantyku i Zatoce Meksykańskiej), ustanowiony 15 grudnia 1993 oraz drugi – Recovery Plan for U.S. Pacific Populations of the Hawksbill Turtle (pol.: Plan odtworzenia populacji żółwia szylkretowego w amerykańskiej części Oceanu Spokojnego), ustanowiony 12 stycznia 1998.
Podjęto także mniejsze, lokalne programy ochrony siedlisk tego gatunku, w tym: ochronę plaż hrabstwa Volusia (program na lata 2005–2030), hrabstwa St. Johns (program na lata 2005–2025) (oba na Florydzie), utworzenie farmy ekologicznej w hrabstwie Baldwin (Alabama) (program na lata 1997–2027) i portorykańskiej wyspie Culebra (program na lata 2000–2012).
Dzięki zaangażowaniu w ochronę żółwi jest nadzieja, że wielkość ich populacji wzrośnie w następnych latach.